# Mercedes-Benz EQS SUV
O Mercedes-Benz EQS SUV é um SUV crossover de luxo elétrico produzido pelo fabricante de automóveis alemão Mercedes-Benz Group.

## Visão geral

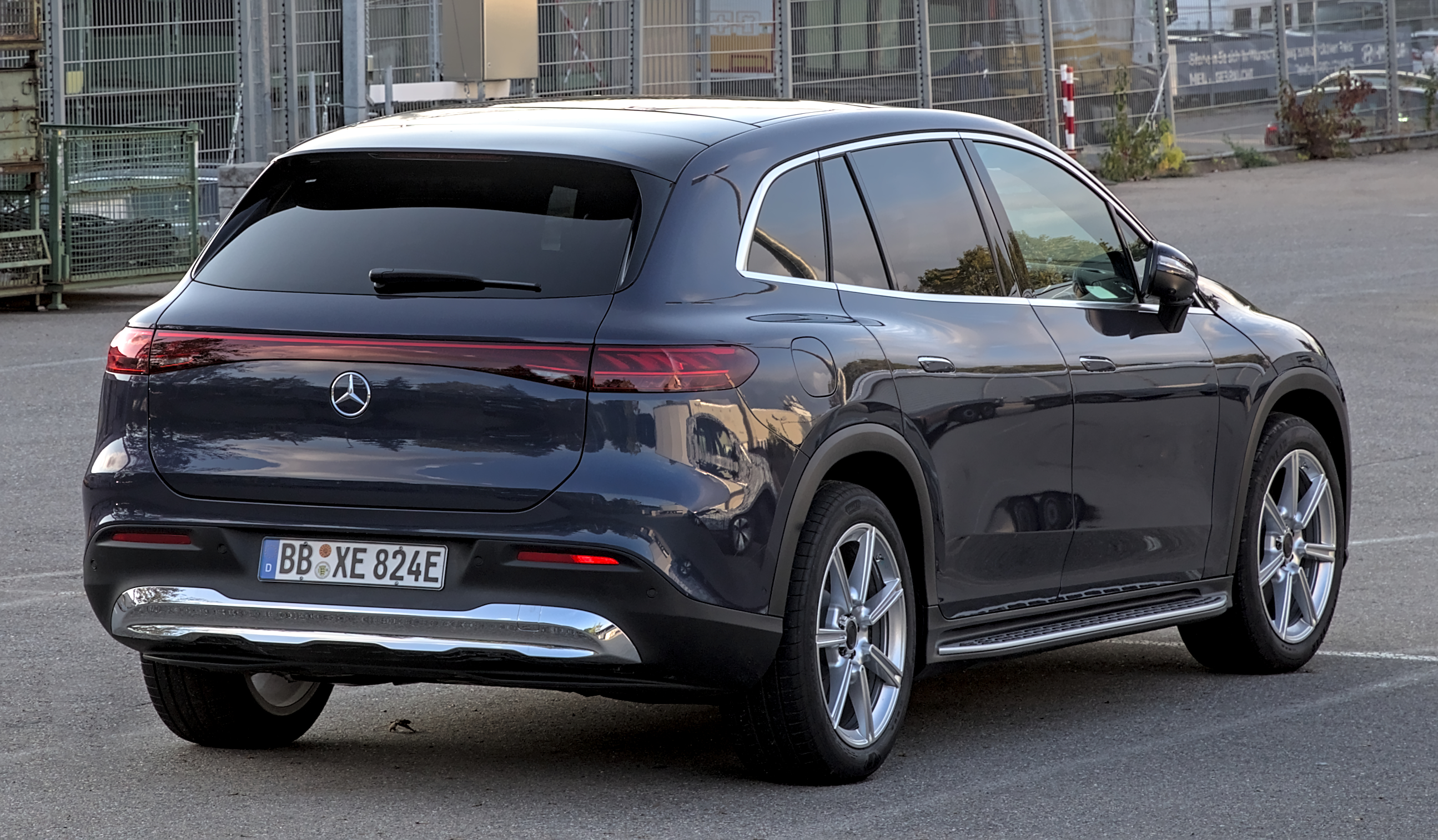
Visão traseira

O veículo foi revelado em 19 de abril de 2022. Serão oferecidas três versões: EQS 450, EQS 450 4MATIC e EQS 580 4MATIC.